# Alfonso al IV-lea d'Este, Duce de Modena
Alfonso al IV-lea d'Este (n. 14 octombrie 1634, Modena, Italia – d. 16 iulie 1662, Modena, Italia) a fost Duce de Modena și Reggio din 1658 până la moartea sa. A fost tatăl lui Mary de Modena, a doua soție a regelui Iacob al II-lea al Angliei.

## Biografie
Alfonso s-a născut în Modena, ca fiul cel mare al lui Francesco I d'Este, Duce de Modena și a primei lui soții, Maria Caterina Farnese, fiica lui Ranuccio I Farnese, Duce de Parma. A devenit Duce de Modena și Reggio la vârsta de 24 de ani, după decesul tatălui său în 1658. A avut o sănătate precară și a suferit de gută și tuberculoză. A murit de tânăr și a domnit mai puțin de patru ani.
În 1655 s-a căsătorit cu Laura Martinozzi, nepoata Cardinalului Mazarin, consolidând astfel alianța cu Franța. Când Laura a împlinit 16 ani, la 27 mai 1655, ea a fost căsătorită cu ducele de Modena prin procură la Palatul  Compiègne.
În 1659 Războiul franco-spaniol era pe sfârșite și Modena a fost răsplătită cu orașul Correggio pentru că a susținut Franța.
A fost succedat de fiul său, în vârstă de doi ani, sub regența Laurei Martinozzi.
1. ↑  RKDartists, accesat în 28 aprilie 2018
2. ↑  Czech National Authority Database, accesat în 1 martie 2022